# Euselates wittmeri
Euselates wittmeri är en skalbaggsart som beskrevs av Guido Sabatinelli 1983. Euselates wittmeri ingår i släktet Euselates och familjen Cetoniidae. Inga underarter finns listade i Catalogue of Life.